# 杂谷脑镇
杂谷脑镇，是中华人民共和国四川省阿坝藏族羌族自治州理县下辖的一个乡镇级行政单位。

## 行政区划
杂谷脑镇下辖以下地区：
第一社区、第二社区、第三社区、第四社区、兴隆村、营盘村、玛瑙村、克增寨村、官田村、日底寨村、打色尔村和瓦斯寨村。